# Pales de Cubieso
Les Pales de Cubieso o Pales de Castieso és una muntanya que es troba en límit comarcal entre els termes municipals de la Vall de Boí (Alta Ribagorça) i la Torre de Cabdella (Pallars Jussà), en el límit del Parc Nacional d'Aigüestortes i Estany de Sant Maurici i la seva zona perifèrica.
El cim, de 2.783,8 metres, s'alça en el punt d'intersecció de les carenes que delimiten la Vall de Dellui (O) i la zona nord-occidental de la Vall Fosca (E); está situat al nord-nord-est de la Collada de Dellui i al sud-oest del Pic de la Montanyeta.
La seva pala llisca cap a la Vall Fosca, direcció sud-est, fins a trobar els estanys Eixerola i de Castieso.

## Rutes
Diverses són les rutes habituals:
- Les variants que sortint des del Refugi d'Estany Llong, ja sigui per la Coma dels Pescadors o per Coma d'Amitges, pugen al Coll de la Montanyeta.
- Les variants que sortint des del Refugi d'Estany Llong, ja sigui per la Coma d'Amitges o per la Vall de Dellui, pugen al coll situat al sud-est del Pic de la Montanyeta.
- La que abandona el camí que, per la Vall Fosca, puja a la Collada dels Gavatxos; que ve des de la Portella (per damunt del pantà de Sallente), vorejant els estanys Tort, de Mariolo, Eixerola i de Castieso ascendeixen a la collada.